# Stage Struck (album)
Pour les articles homonymes, voir Stage Struck.
Albums de Rory Gallagher
Top Priority
(1979) Jinx
(1982)
Singles
1. Wayward Child[1]
Sortie : 1980

Stage Struck est le onzième album de Rory Gallagher (le troisième en public). Il est paru le 2 novembre 1980 sur le label Chrysalis Records et a été produit par Rory lui-même.

## Historique
Cet album compile des enregistrements en public issus de la tournée mondiale de promotion de l'album Top Priority effectuée entre  novembre 1979 à juillet 1980. Shin Kicker, Brute Force and Ignorance, The Last of the Independents et Shadow Play viennent de l'album Photo-Finish ; Wayward Child, Follow Me, Bad Penny et Key Chain de Top Priority ; Moonchild de Calling Card et Bought and Sold de Against the Grain. Tous les titres sont signés par Rory Gallagher.
Il s'agit du troisième et dernier album en public du vivant de Rory Gallagher ainsi que du dernier album chez Chrysalis Records. Il se classa à la 40e place des charts britanniques et sera certifié disque d'argent pour 60 000 albums vendus au Royaume-Uni.
Le batteur Ted McKenna accompagne pour la dernière fois Rory Gallagher en tournée, il ira rejoindre dans un premier temps le groupe de Greg Lake, puis Gary Moore.
Buddah Records a réédité l'album en CD en 2000 avec deux titres bonus, Bad Penny et Key Chain.

## Liste des titres
- Tous les titres sont signés par Rory Gallagher

Face 1
| No | Titre                     | Durée |
| -- | ------------------------- | ----- |
| 1. | Shin Kicker               | 3:58  |
| 2. | Wayward Child             | 4:32  |
| 3. | Brute Force and Ignorance | 4:32  |
| 4. | Moonchild                 | 6:06  |

face 2
| No | Titre                        | Durée |
| -- | ---------------------------- | ----- |
| 5. | Follow Me                    | 5:56  |
| 6. | Bought and Sold              | 4:39  |
| 7. | The Last of the Independents | 5:39  |
| 8. | Shadow Play                  | 5:08  |

| 9.  | Bad Penny | 6:39 |
| 10. | Key Chain | 5:03 |

## Les musiciens
- Rory Gallagher : chant, guitare, harmonica
- Gerry McAvoy : basse
- Ted McKenna : batterie

## Chart & certification
Chart
| Pays        | Durée du classement | Meilleur classement |
| ----------- | ------------------- | ------------------- |
| Royaume-Uni | 3 semaines          | 40e                 |

Certification
| Pays        | Certification | Ventes   | Date       |
| ----------- | ------------- | -------- | ---------- |
| Royaume-Uni | Argent        | 60 000 + | 25/02/2005 |